# Портинари, Беатриче
Беатриче (Beatrice; 1266/1267, апрель — 9 июня 1290), предположительно Беатри́че Портина́ри, уменьш. Биче (итал. Beatrice Portinari, Bice di Folco Portinari) — «муза» и тайная возлюбленная итальянского поэта Данте Алигьери.
Была его первой и платонической любовью, вышла замуж за другого и рано скончалась. Воспета в главных произведениях Данте и оказала огромное влияние на развитие темы платонической любви поэта к недоступной даме в европейской поэзии последующих веков. О реальной жизни Беатриче имеется крайне мало сведений. В её честь названа борозда Беатриче на Плутоне.

## Имя
Имя было достаточно популярным в Италии, и, благодаря созвучию со словом «беата» — блаженная, имело явные христианские коннотации, которые пригодятся Данте в «Божественной комедии».
Провансальский трубадур Раймбаут де Вакейрас, живший веком ранее Данте, также воспевал даму по имени Беатриса, сестру герцога Монферратского. Любопытно, что посвященное ей его стихотворение «Kalenda maia» начинается со строки «Tant gent comensa» — и с созвучной строки «Tanto gentile e tanto onesta» начинает сонет, посвящённый своей музе, и Данте. Версий о том, что возможно это — псевдоним, не встречается. Данте употребляет впервые это имя лишь в произведениях, написанных после смерти Беатриче — в прижизненных произведениях он не употребляет ни имени, ни прозвания.

## Биография
Судя по утверждениям поэта, он разговаривал с нею всего два раза в жизни (однако видел её постоянно до её смерти, так как они вращались в одном обществе).
Впервые он говорил с нею в 1274 году, когда ему было 9 лет (ей же было 8). Это было на майском празднике во Флоренции, в её доме, когда отец Данте взял его с собой в гости. Об этом Данте сообщает в своём первом произведении La Vita nuova. От этой первой встречи и первой любви у Данте остались впечатления на всю жизнь, которые в дальнейшем только усиливались.
Второй раз она разговаривала с ним спустя 9 лет, когда она шла по улице одетая в белое, в сопровождении двух пожилых женщин. Она поздоровалась с ним, что наполнило его невероятной радостью, он вернулся в свою комнату и увидел сон, который станет темой первого сонета «Новой жизни».
Когда миновало столько времени, что исполнилось ровно девять лет после упомянутого явления Благороднейшей, в последний из этих двух дней случилось, что чудотворная госпожа предстала предо мной облаченная в одежды ослепительно белого цвета среди двух дам, старших её годами. Проходя, она обратила очи в ту сторону, где я пребывал в смущении, и по своей несказанной куртуазности, которая ныне награждена в великом веке, она столь доброжелательно приветствовала меня, что мне казалось — я вижу все грани блаженства. Час, когда я услышал её сладостное приветствие, был точно девятым этого дня. И так как впервые слова её прозвучали, чтобы достигнуть моих ушей, я преисполнился такой радости, что, как опьяненный, удалился от людей; уединившись в одной из моих комнат, я предался мыслям о куртуазнейшей госпоже. Когда я думал о ней, меня объял сладостный сон, в котором мне явилось чудесное видение.
В этом сне перед ним появилась могучая фигура, которая сказала ему, в частности «Ego Dominus tuus» (Я — Господь твой). В руках фигуры была Беатриче, спящая и накрытая красным. Фигура разбудила девушку и заставила её съесть горящее сердце поэта.
Далее в «Новой жизни» он дает описание своей жизни в последующий период: несмотря на то, что с Беатриче, видимо, они вращались в одном обществе, никогда более они не разговаривали. А чтобы его взгляд не выдал его чувства, Данте для отвода глаз делал зримым объектом своего поклонения других дам, причем однажды это даже вызвало осуждение Беатриче, которая не стала с ним разговаривать при очередной встрече.
Также он описывает, как встретил её однажды на чужой свадьбе, и как за несколько лет до смерти Беатриче ему было видение о её кончине, а также различные другие ситуации, связанные с его внутренними переживаниями и приведшие к созданиям его стихов.
- ...собравшиеся там сопровождали одну из благородных дам, которая в этот день вышла замуж, а по обычаю города приличествовало, чтобы она, когда впервые сядет за стол в доме новобрачного, была в окружении других дам...  И как только я решился так поступить, мне показалось, что я ощущаю чудесный трепет в левой стороне груди, тотчас же распространившийся по всему телу. Тогда я прислонился к фреске, которая шла вокруг по стенам зала, чтобы скрыть своё волнение. Боясь, чтобы другие не заметили мой трепет, я поднял глаза на дам и увидел среди них Беатриче. Тогда столь сокрушены были мои духи силою, которую Амор получил, увидев меня столь близко от благороднейшей госпожи, что в живых остались лишь духи зрения... Тогда я сочинил сонет...
- Случилось по истечении немногих дней, что тело мое было поражено недугом... И столь великое охватило меня смущение, что я закрыл глаза и начал бредить... И мне казалось, что я вижу женщин со спутанными волосами, рыдающих на многих путях... И мне казалось, что летящие в воздухе птицы падают мертвыми и что началось великое землетрясение. Страшась и удивляясь, во власти этой фантазии, я вообразил некого друга, который пришел ко мне и сказал: «Разве ты не знаешь: твоя достойная удивления дама покинула этот век»... и мне показалось, что я вижу множество ангелов, которые возвращались на небо, а перед ними плыло облачко необычайной белизны... И после этого мне показалось, что я иду, чтобы увидеть тело, в котором обитала благороднейшая и блаженная душа.
- В тот день, когда исполнился год с тех пор, когда моя госпожа стала гражданкой вечной жизни, я сидел, вспоминая о ней, и рисовал ангела на табличках. Оторвавшись от рисунка, я поднял глаза и увидел рядом с собою людей, которым надлежало воздать честь. Они смотрели на мою работу. И как мне было сказано потом, они пребывали там уже в течение некоторого времени, прежде чем я их заметил. Когда я их увидел, я встал и, приветствуя, сказал им: «Некое видение пребывало со мной, и я весь был погружен в мысли». Когда ушли эти люди, я вернулся к моему занятию и снова стал рисовать ангела. И за работой мне пришло в голову сочинить стихи как бы к годовщине, обратясь к тем, кто посетил меня. Тогда я написал сонет, начинающийся: «Явилась мне…»[6]

Биограф поэта пишет: «История любви поэта очень проста. Все события — самые незначительные. Беатриче проходит мимо него по улице и кланяется ему; он встречает её неожиданно на свадебном торжестве и приходит в такое неописуемое волнение и смущение, что присутствующие, и даже сама Беатриче, трунят над ним, и друг его должен увести его оттуда. Одна из подруг Беатриче умирает, и Данте сочиняет по этому поводу два сонета; он слышит от других женщин, как сильно Беатриче горюет о смерти отца… Вот каковы события; но для такого высокого культа, для такой любви, на которую было способно чуткое сердце гениального поэта, это целая внутренняя повесть, трогательная по своей чистоте, искренности и глубокой религиозности».
Затем, 8 лет спустя после второго разговора и три года после замужества Беатриче умерла — ей было всего лишь 24 года. Боккаччо в своем биографическом сочинении о старшем современнике пишет: «Её смерть повергла Данте в такое горе, в такое сокрушение, в такие слезы, что многие из его наиболее близких родственников и друзей боялись, что дело может кончиться только смертью. И думали, что последует она в скором времени, ибо видели, что он не поддается никакому сочувствию, никаким утешениям. Дни были подобны ночам и ночи — дням. Из них ни одна не проходила без стонов, без воздыханий, без обильных слез. Глаза его казались двумя обильнейшими источниками настолько, что многие дивились, откуда берется у него столько влаги, чтобы питать слезы… Плач и горе, ощущаемые им в сердце, а также пренебрежение всякими заботами о себе сообщили ему вид почти дикого человека. Он стал худ, оброс бородою и перестал совсем быть похожим на прежнего. Поэтому не только друзья, но всякий, кто его видел, взирая на его наружность, проникались жалостью, хотя, пока длилась эта жизнь, полная слез, он показывался мало кому, кроме друзей».
Когда она умерла, Данте в отчаянии изучал философию и нашел прибежище в чтении латинских текстов, написанных людьми, которые, подобно ему, потеряли любимого человека. Конец его кризиса совпал с составлением «Vita Nuova» (что буквально значит «новая жизнь», «возрождение, обновление»). На страницах «Пира», его следующего произведения, сказано, что после смерти Беатриче Данте обратился к разысканию истины, которую «как бы в сновидении» он прозревал в «Новой Жизни».

### Реальная Портинари
Ученые в течение долгого времени ведут споры по поводу идентификации реальной Беатриче. Общепринятая версия гласит, что её именем было Биче ди Фолько Портинари, и она была дочерью уважаемого гражданина Флоренции банкира Фолько ди Портинари (Folco di Ricovero Portinari). Эта версия идет от Боккаччо, который пишет в своей лекции об «Аде», что дама, в которую был влюблен Данте, звалась Беатриче, что она была дочерью богатого и уважаемого гражданина Фолько Портинари и женою Симоне де’Барди из
влиятельной семьи флорентийских банкиров Барди. Важно, что мачеха Боккаччо, Маргарита деи Мардоли, дочь монны Лаппы, рождённая Портинари, приходилась таким образом троюродной сестрой Беатриче. В конце 1339 г. Боккаччо мог ещё застать в живых госпожу Лаппу или слышать в семье её рассказы о прошлом. Биограф Данте Голенищев-Кутузов пишет, что «несмотря на то, что Боккаччо порой и присочинял к биографии Данте некоторые подробности, это свидетельство заслуживает доверия».
Фолько был соседом семьи Алигьери, родился в Портико ди Романья и переехал во Флоренцию (ум. 1289). У Фолько было 6 дочерей, он щедро жертвовал больнице Санта Мария Нуова. Данте пишет, что самый близкий родственник Беатриче (очевидно, брат) был его ближайшим другом — подобная дружба вполне ожидаема для двух соседских мальчиков.
Дата рождения Беатриче вычисляется на основании слов Данте, назвавшему, на сколько лет она была его младше. Однако документальных свидетельств о ней недостаточно, что делает её существование недоказанным. Единственным документом является завещание Фолько ди Портинаре от 1287 года, которое гласит: « ...item d. Bici filie sue et uxoris d. Simonis del Bardis reliquite …, lib.50 ad floren» — указание на дочь Биче (уменьш. от «Беатриче») и её мужа. Беатриче вышла замуж за банкира Симоне деи Барди по прозванию Мона, вероятно, в январе 1287 года. По другим сведениям — намного раньше, ещё в подростковом возрасте. Это предположение основывается на новых находках в архиве династии Барди. Документ 1280 года касается продажи Симоне своему брату участка земли, которое производится с согласия «его жены Беатриче» — тогда ей было около 15 лет. Другая бумага, от 1313 года, говорит о замужестве дочери Симоне по имени Франческа с Франческо Пьероцци Строцци, однако не указывается, от какой жены — первой Беатриче, или второй — Билии (Сибиллы) ди Пуччо Дечиаиоли. У него также был сын Бартоло и дочь Джемма, в браке Барончелли.
Правдоподобная гипотеза гласит, что ранняя смерть Беатриче связана с родами. Традиционно считается, что могила её находится в церкви Санта Маргарита де Черчи, неподалёку от домов Алигьери и Портинаре, там же, где похоронен её отец и его семья. Именно здесь находится мемориальная доска. Однако эта версия сомнительна, так как по обычаю её должны были похоронить в гробнице мужа (базилика Санта-Кроче, рядом с капеллой Пацци).
Сам Данте женился по расчёту через 1–2 года после смерти Беатриче (указывают 1291 год) на Донне Джемме (Гемме) из аристократического рода Донати.

## В произведениях
Любовь Данте к Беатриче тесно связана с его любовью к поэзии, в своих произведениях Данте идеализировал свою любовь к Беатриче.
В числе юношеских стихотворений Данте есть сонет к его другу, Гвидо Кавальканти, выражение реального, игривого чувства, далёкого от всякой трансцендентности. Беатриче названа уменьшительным от своего имени: Биче. Она, очевидно, замужем, ибо с титулом монна (мадонна) рядом с нею упоминаются и две другие красавицы, которыми увлекались и которых воспевали друзья поэта, Гвидо Кавальканти и Лапо Джиянни.

### «Новая жизнь»
Беатриче являлась главным вдохновителем произведения Данте «Новая жизнь» («Vita Nuova») (ок. 1293 года), большинство стихов в книге — о ней, её он именует там «gentilissima» (добрейшая) и «benedetta» (благословенная).
«Новая жизнь» состоит из сонетов, канцона и пространного прозаического рассказа-комментария о любви к Беатриче.
С другими дамами вы надо мной

Смеетесь, но неведома вам сила,

Что скорбный облик мой преобразила:

Я поражен был вашею красой.

О, если б знали, мукою какой

Томлюсь, меня бы жалость посетила.

Амор, склонясь над вами, как светило,

Все ослепляет; властною рукой

Смущенных духов моего сознанья

Огнём сжигает он иль гонит прочь;

И вас один тогда я созерцаю.

И необычный облик принимаю,

Но слышу я — кто может мне помочь? —

Изгнанников измученных рыданья.
Данте любовь казалась чем-то священным, таинственным, плотские мотивы улетучивались до желания лицезреть Беатриче, до жажды одного её привета, до блаженства петь ей хвалы.
Чувство настраивалось до крайностей одухотворения, увлекая за собою и образ милой: она уже не в обществе весёлых поэтов (как в раннем сонете). Постепенно одухотворяемая, она становится призраком, «молодой сестрой ангелов»; это божий ангел, говорили о ней, когда она шла, венчанная скромностью; её ждут на небе.
В «Новой жизни» нет фактов, нет истории любви; зато каждое ощущение, каждая встреча с Беатриче, её улыбка, отказ в привете — все получает серьёзное значение, над которым поэт задумывается, как над совершившейся над ним тайной. После первых свиданий нить действительности начинает теряться в мире чаяний и ожиданий, таинственных соответствий чисел три и девять и вещих видений, настроенных любовно и печально, как бы в тревожном сознании, что всему этому быть недолго. Неоднократное повторение периода в 9 (кратное Святой Троице), которое Данте не раз употребляет, является одним из доводов о достаточно большой роли вымысла в описываемой поэтом любви: «Числа „девять“ и „три“ во всех произведениях Данте многозначимы и неизменно предвозвещают Беатриче. Числом „девять“ отмечено её младенческое явление отроку Данте и её появление на флорентийском празднестве в то весеннее время, когда она предстала взору юноши в полном расцвете своей красоты. Беатриче умерла, когда совершенное число „десять“ повторилось девять раз, то есть в 1290 г.».
Манера, в которой Данте выражает свою любовь к Беатриче, согласуется со средневековой концепцией куртуазной любви — тайной, безответной форме восхищения.
Однажды Данте Алигьери принялся за канцону, в которой хотел изобразить благотворное на него влияние Беатриче. Принялся и, вероятно, не кончил, по крайней мере он сообщает из неё лишь отрывок (§ XXVIII): в это время ему принесли весть о смерти Беатриче, и следующий параграф «Новой жизни» начинается словами библейского пророка Иеремии (Библия, Книга Плач Иеремии, Глава I): «Как одиноко стоит город некогда многолюдный! Он стал, как вдова; великий между народами, князь над областями, стал данником».
В годовщину её смерти он сидит и рисует на дощечке: выходит фигура ангела («Новая жизнь», § XXXV).
Его горе настолько улеглось, что, когда одна молодая красивая дама взглянула на него с участьем, соболезнуя ему, в нём проснулось какое-то новое, неясное чувство, полное компромиссов со старым, ещё не забытым. Он начинает уверять себя, что в той красавице пребывает та же любовь, которая заставляет его лить слёзы. Всякий раз, когда она встречалась с ним, она глядела на него так же, бледнея, как бы под влиянием любви; это напоминало ему Беатриче: ведь она была такая же бледная. Он чувствует, что начинает заглядываться на незнакомку и что, тогда как прежде её сострадание вызывало в нём слёзы, теперь он не плачет.
И он спохватывается, корит себя за неверность сердца; ему больно и совестно.
Паломники, бредущие в заботе

О чём-то, что, наверное, вдали

Оставили, — ведь из чужой земли

Вы, судя по усталости, бредёте,

Уж вы не потому ли слёз не льёте,

Что в город скорбный по пути зашли

И слышать о несчастье не могли?

Но верю сердцу — вы в слезах уйдете.

Услышанное при желанье вами

Едва ли вас оставит в безразличье

К тому, что этот город перенёс.

Он без своей остался Беатриче,

И если рассказать о ней словами,

То сил не хватит выслушать без слёз..
Беатриче явилась ему во сне, одетая так же, как в тот первый раз, когда он увидел её ещё девочкой. Это была пора года, когда паломники толпами проходили через Флоренцию, направляясь в Рим на поклонение нерукотворному образу. Данте вернулся к старой любви со всей страстностью мистического аффекта; он обращается к паломникам: они идут задумавшись, может быть, о том, что покинули дома на родине; по их виду можно заключить, что они издалека. И должно быть — издалека: идут по незнаемому городу и не плачут, точно не ведают причины общего горя.
«Новая жизнь» кончается обещанием поэта самому себе не говорить более о ней, пока он не в состоянии будет сделать это достойным образом:
Для этого я тружусь, насколько могу, — про то она знает; и если Господь продлит мне жизнь, я надеюсь сказать о ней, чего ещё не было сказано ни об одной женщине, а затем да сподобит меня Бог увидеть ту, преславную, которая ныне созерцает лик Благословенного от века.

### «Божественная комедия»
Эта же героиня выступает в качестве проводника в «Божественной комедии». Там она перенимает эстафету проводника у Вергилия, поскольку латинский поэт, будучи язычником, не может войти в рай, а также потому, что будучи воплощением божественной любви (как истолковывается её имя), именно она ведет к блаженным видениям. (Третьим провожатым станет Бернар Клервоский).
Фигура Беатриче выступает в его произведении как спаситель, более того, в начале поэмы Данте соглашается следовать за встретившимся ему Вергилием только после того, как тот сообщает, что послала его Беатриче. Если в «Новой жизни» — она ещё реальный, пусть и не имеющий никаких недостатков человек, то в данной поэме она прошла стадию «обожествления» и превратилась в ангельское существо.
Беатриче ведет Данте в последней книге «Рай», и последних четырёх песнях «Чистилища». В конце «Чистилища», когда Данте вступает в Земной Рай, навстречу ему приближается торжественная триумфальная процессия; среди неё дивная колесница, и на ней сама Беатриче, в зелёном платье и в плаще огненного цвета. Беатриче обращается к ангелам и, обвиняя Данте, рассказывает историю его заблуждений, особенно подчеркивая его необычайные природные дарования, пользуясь которыми он мог бы «во всякой добродетели достигнуть совершенства», но «необработанная почва тем обильнее производит дурные и дикие растения, чем плодороднее» — является олицетворением его совести.
И Беатриче, скорбью повита,

Внимала им, подобная в печали,

Быть может, лишь Марии у креста.

Когда же те простор для речи дали,

Сказала, вспыхнув, как огонь во тьме,

И встав, и так слова её звучали (...)

И, двинувшись в предшествии седмицы,

Мне, женщине и мудрецу - за ней

Идти велела манием десницы.

И ранее, чем на стезе своей

Она десятый шаг свой опустила,

Мне хлынул в очи свет её очей.
Данте уносится по воздуху вслед за Беатриче; она смотрит вверх, он не спускает глаз с неё. Переходя от одной планеты к другой, Данте не чувствует этого перехода, так легко он происходит, и узнает о нём каждый раз только потому, что красота Беатриче становится все лучезарнее по мере приближения к источнику вечной благодати. Когда они поднялись на вершину лестницы. По указанию Беатриче Данте смотрит отсюда вниз, на землю, и она кажется ему такою жалкою, что он улыбается при её виде. Затем поэт со своей руководительницей — в восьмой сфере, сфере неподвижных звезд. Тут Данте впервые видит полную улыбку Беатриче и теперь уже способен вынести её блеск — способен вынести, но не выразить словами. Беатриче, на миг исчезнувшая, появляется уже в самом верху, на престоле, «венчая себя короной из вечных лучей, из неё самой исходящих». Данте обращается к ней со мольбой.
Поэма включает апофеоз Беатриче, как женщины и как олицетворения религии в качестве одной из основных тем.

### Новаторство Данте
Автобиография поэта «Новая жизнь» по глубине самоанализа стала следующим этапом в развитии подобного жанра литературы после «Исповеди» Блаженного Августина (V в. н. э.). Хотя он ещё и придерживается условности формы, свойственной средневековой привязанности к Прекрасной Даме, но зато содержание ново: оно пережито, оно идёт из сердца.
Данте скоро отказался от переданной ему формы и манеры и пошёл по новому пути. Традиционному чувству поклонения Мадонне трубадуров он противопоставил реальную, но духовную, святую, чистую любовь. Сам он считает «могучим рычагом» своей поэзии правду и искренность своего чувства.
Беатриче является первой женщиной, которая оставит неизгладимый след в формирующейся итальянской литературе, хотя женские фигуры уже присутствуют в произведениях современников Данте Гвидо Гвиницелли и Гвидо Кавальканти — но не столь отчётливые.
Куртуазная любовь Данте к Беатриче повлияла на литературное оформление страсти Петрарки к Лауре и Бокаччо к Фьямметте.

## У других авторов
Беатриче была популярна у художников-прерафаэлитов, в особенности Данте Габриэля Россетти после смерти его жены Элизабет Сиддал, (см. о картине Beata Beatrix), поскольку англичанин соотносил себя со своим знаменитым средневековым тёзкой.
Целый ряд поэтов обращался к образу Беатриче:
По-прежнему над мрамором гробницы,

Где та лежит, которой не сумел

Он овладеть, хотя весьма хотел,

Витает лик пленительной девицы.

Он повелел не забывать о ней,

Воспев её терцинами такими,

Что всем пришлось запомнить это имя,

Прожившее в стихах до наших дней.

Безнравственности положил начало

Он, певший то, чего не испытал,

А только мимоходом увидал.

С тех пор, как эта песня прозвучала,

Томит мужчин случайный облик тот,

Который им на улице мелькнет.
- Шарль Бодлер, «Цветы зла», CXXV — «Беатриче»
- Константин Бальмонт, стихотворение «Беатриче»
- Николай Гумилёв написал о несчастных любовях обоих Данте стихотворение «Музы, рыдать перестаньте» (цикл «Беатриче»). Также она упоминается в его новелле «Радости земной любви».
- Валерий Брюсов, стихотворение «Больше никогда».
- Дмитрий Мережковский, «Ищи во мне не радости мгновенной»
- Ольга Берггольц, «Беатриче»
- Бертольт Брехт, «О стихах Данте, посвященных Беатриче»
- Давид Самойлов, «Беатриче» (музыка Юрия Вайханского)
- Николай Оцуп «Беатриче в аду»

### Переносное значение
«Беатриче» стала воплощением идеала, чистой любви, женщины-ангела.
- Айседора Дункан в своей книге «Моя жизнь» (1927) так характеризует своего современника Габриэля д’Аннунцио: «Когда д’Аннунцио любит женщину, он поднимает её дух до божественных высот, где витает Беатриче. Он превращает каждую женщину в часть божественной сущности и уносит её ввысь, пока она не проникается верой, что находится с Беатриче, о которой Данте спел свои бессмертные строфы».

В честь неё назван астероид (83) Беатрис, открытый в 1865 году.